# Bruno Dobelmann

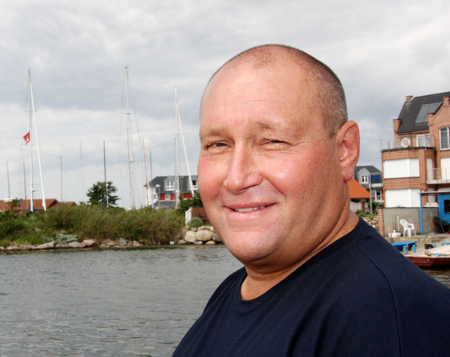
Bruno Dobelmann

Bruno Dobelmann (* 18. Januar 1959 in Hutthurm), Spitzname „Orca“, ist ein deutscher Langstreckenschwimmer. Er ist der Erste, der die Doppel-Solo-Querung des Fehmarnbelts erfolgreich abgeschlossen hat.

## Leben

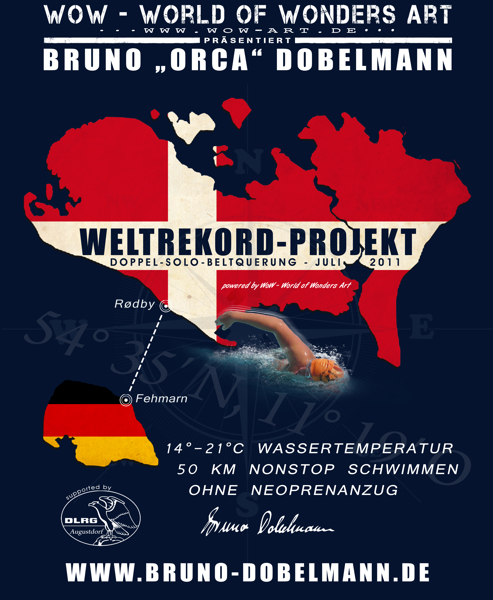
Weltrekord-Projekt

Als Sechsjähriger lernte Dobelmann in Stuttgart schwimmen. Er absolvierte eine Ausbildung, leistete den Grundwehrdienst bei der Marine an der Ostsee ab und kehrte anschließend nach Stuttgart-Untertürkheim zurück, wo er wohnt und in der Entwicklung eines Automobilkonzerns arbeitet. 1985 begann er mit dem Radfahren, 2003 mit Langstreckenlauf und 2007 mit dem Extremschwimmen. Er war Halbmarathon- und Marathonläufer. Mittlerweile konzentriert er sich ausschließlich auf das Schwimmen. In vielen deutschen Schwimmbädern hält Bruno Dobelmann den Bahnenrekord bei 24-Stunden-Schwimmen. Den Ärmelkanal durchquerte er im Juli 2010 in einer Staffel. Am 31. Juli 2011 nahm er mit dem Duisburger Harald Weyh in der Zweier-Staffel am 16. WakenitzMan teil. Dobelmann und Weyh kamen mit 4:49:40 h als 20. ins Ziel. Am 22. Mai 2012 gab er den Versuch, den Bodensee bei 13 Grad Wassertemperatur längs zu durchschwimmen, nach mehr als zwölf Stunden und etwa der Hälfte der Strecke von 64 Kilometern auf. Auch einen zweiten Versuch im Juli musste er abbrechen.
Bei einer Körpergröße von 1,76 m wiegt Dobelmann 110 kg, was ihm den Spitznamen „Orca“ einbrachte.

## Beltquerung
Bruno Dobelmann durchschwamm den Fehmarnbelt doppelt in einer Zeit von 19 Stunden 15 Minuten und 51 Sekunden. Er startete die Beltquerung am 26. Juli 2011 um 18:45 Uhr in Puttgarden auf der deutschen Insel Fehmarn und kam am folgenden Morgen um 5:11 Uhr westlich von Rødby auf der dänischen Insel Lolland an. Nach einem kurzen Aufenthalt von vier Minuten schwamm er wieder Richtung Fehmarn, wo er den Badestrand Grüner Brink bei Puttgarden am 27. Juli 2011 um 14:01 Uhr erreichte. Er hält seitdem den Weltrekord für die Doppel-Solo-Beltquerung des Fehmarnbelts. Dobelmann legte bei seinem Weltrekord etwa 50 Kilometer bei Wassertemperaturen zwischen 14,8 und 16,3 Grad Celsius zurück. Bei der Beltquerung verlor er etwa 40 Minuten Zeit, weil er in der Fahrrinne sechs Kilometer vor Rødby bei hohem Wellengang Schiffe passieren lassen musste. Dobelmann verzichtete auf einen Neoprenanzug. Seine Körpertemperatur sank während der Durchquerung auf 35,9 Grad ab.

## Eismeilen
Eine Eismeile ist das Schwimmen über eine Meile (1609,30 m) bei einer Wassertemperatur unter 5 Grad nur in üblicher Badekleidung.
- Erste Eismeile als zweiter deutscher Schwimmer – am 31. Dezember 2014 im Lippesee (Paderborn), IISA Platz 140
- Zweite Eismeile als erster deutscher Schwimmer – am 22. Februar 2015 im Lippesee, IISA Platz 160
- 3 Eismeilen in 24 h als erster Schwimmer weltweit – am 6. Februar 2016 im Lippesee